# Pavetta oresitropha
Pavetta oresitropha är en måreväxtart som beskrevs av Cornelis Eliza Bertus Bremekamp. Pavetta oresitropha ingår i släktet Pavetta och familjen måreväxter.
Artens utbredningsområde är Bioko. Inga underarter finns listade i Catalogue of Life.